# Crassispira tepocana
Crassispira tepocana é uma espécie de gastrópode do gênero Crassispira, pertencente à família Pseudomelatomidae.